# Polska förenade arbetarpartiet
Polska förenade arbetarpartiet, PZPR (polska: Polska Zjednoczona Partia Robotnicza), var det styrande partiet i Folkrepubliken Polen mellan 1948 och 1989. Partiet bildades genom sammanslagning av Polska arbetarpartiet och Polska Socialistpartiet 15-21 december 1948.
Ideologiskt anslöt sig partiet till marxism-leninismen och genom att referera till proletariatets diktatur[källa behövs] infördes enpartisystem som gav partiet politiskt monopol i landet. Som mest hade man ca 3,5 miljoner medlemmar.

## Sammanslagning av PPR och PPS
Polska Socialistpartiet (PPS) bildades redan 1892 som ett vänsterparti och hade under en viss tid Józef Piłsudski som en av ledarna. Partiet var verksamt i den andra polska republiken (1918-1939) och hade efter valet 1921 35 platser i Sejmen (av 432). Efter att Piłsudski upplöste Sejmen 1930 kom flera ledare att fängslas. Under andra världskriget samverkade partiet med Hemmaarmén (AK) men samarbetet bröts 1941-1943. PPS deltog dock tillsammans med AK i Warszawaupproret 1944.
Polska Arbetarpartiet (PPR) bildades 5 januari 1942 i Warszawa som ett prosovjetiskt kommunistiskt parti. Partiet hade mycket litet stöd i landet. Det har publicerats anklagelser om PPS samarbete med Gestapo för att oskadliggöra Hemmaarmén. När sovjetarmén började befrielse av Polen använde Kreml PPR för att bilda en prosovjetisk administration.
Vid en uppgjord folkomröstning 30 juni 1946 antogs avskaffande av Senaten, godkännande av provisorisk ekonomisk plan och godkännande av Polens nya Oder-Neisse-gräns. Räkningen av röster sköttes av kommunistpartiet och det blev 68% 3X-ja röster. Enligt hemlig PPR-uppgift var det egentliga utfallet bara 27%. Vid ett "val" 19 januari 1947 fick PPR 27% av rösterna medan bondepartiet, PSL, 60-70%. Resultatet förfalskades och förblev en väl bevarad hemlighet genom hela livstiden av den Polska Folkrepubliken. Officiellt proklamerades att PPR fick 80% och PSL 10%. Innan valet blev även flera PSL-medlemmar arresterade av olika anledningar och ett antal valbara kandidater och aktivister mördades i svårförklarade omständigheter.
1947, efter att bondepartiet och dess ledare, och tidigare premiärministern i exilregeringen i London, Stanisław Mikołajczyk utmanövrerades av PPR, och tvingades fly landet, utsattes även PPS för trycket från Moskva att rensa ut sina högerinriktade politiker. PPR:s dåvarande ledare Władysław Gomułka som dels hade vanan att ifrågasätta dekret från Kreml och dels förespråka en polsk väg till kommunismen avsattes av Stalin och Bolesław Bierut tog över Gomułkas plats. I december 1948 förenades PPS och PPR, och partiets roll i en enpartistat var säkrad.

## Partiets historia
Bolesław Bierut var partiets ledare under hela stalinistiska eran. Partiet agerade som en satellitorganisation till Kreml i nära samarbete med den polska säkerhetstjänsten och NKVD. Efter Bieruts död i Moskva 1956 och annalkande töväder i och med Nikita Chrusjtjovs maktövertagande bytes ledaren ut till Władysław Gomułka, med en kort övergångsledning av Edward Ochab. Gomułka lyckades övertyga Kremlledarna att Polen behöver en polsk variant av socialism, och partiets politik under perioden efter 1956 var till viss del mer liberal. Gomułka avsattes 1970 i sviterna efter studentrevolten 1968 och oroligheterna med dödsskjutningar av protesterande arbetare 1970. Näste ledaren Edward Gierek satte upp som mål att satsa på ekonomisk utveckling och välstånd för att möta oron bland medborgarna. Belåning i väst ökade markant, med galopperande inflation som följd, som i sin tur ledde till ständiga strejker och protester. Partiet utsattes för konkurrens av medborgarrättsrörelsen och kraven på fria fackföreningar (Solidaritet (fackförening)). Den militäre ledaren Wojciech Jaruzelski valdes som ny ordförande 1981 för att få bukt med oron. Hans medel blev införande av krigstillståndet i december 1981 och internering av dissidenter. Han lyckades dock inte stabilisera landet och återställa partiets kontroll, vilket ledde till att det kommunistiska systemet upplöstes i slutet av 1989. PZPR reformerades därefter till ett socialdemokratiskt parti. 

## Ledare i centralkommittén PZPR

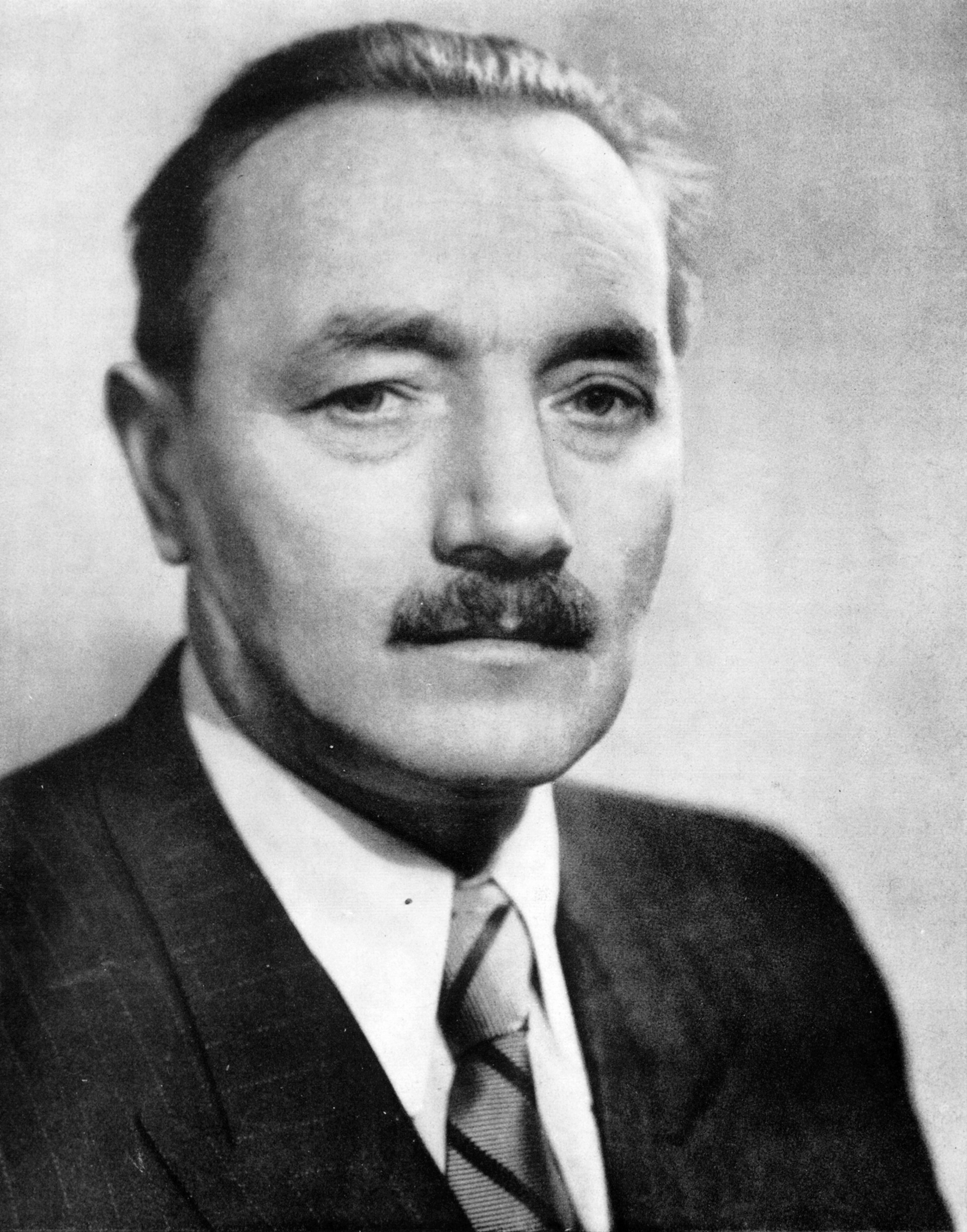
Generalsekreterare Bolesław Bierut (1948-1956)
Förste sekreterare Edward Ochab (1956-1956)
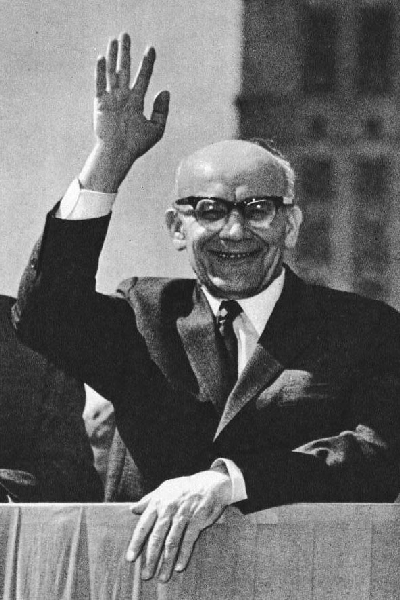
Förste sekreterare Władysław Gomułka (1956-1970)
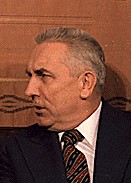
Förste sekreterare Edward Gierek (1970-1980)
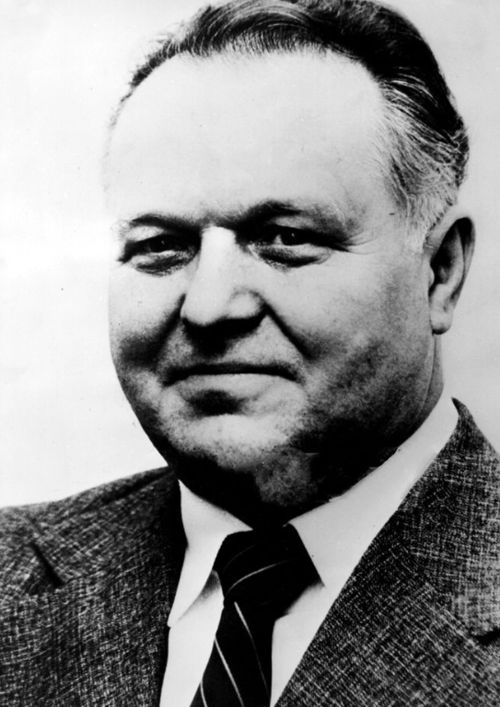
Förste sekreterare Stanisław Kania (1980-1981)
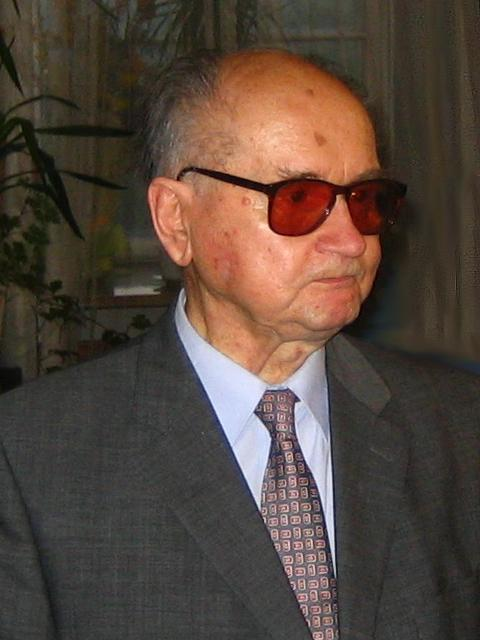
Förste sekreterare Wojciech Jaruzelski (1981-1989)
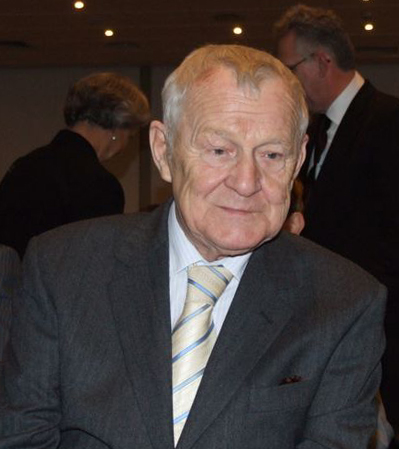
Förste sekreterare Mieczysław Rakowski (1989-1990)

## Kritik mot PZPR
PZPR:s roll försvagades från och med upproren 1968, i och med motståndet mot partiet konsoliderades och olika medborgarrättsrörelser bildades, som till exempel Kommitté för arbetarnas försvar, KOR, och den fria fackföreningen Solidaritet/Solidarność.